# محمد بدر حسن
محمد بدر حسن (بالإنجليزية: Mohamed Badr Hassan)‏ هو لاعب كرة قدم بريطاني في مركز الوسط، ولد في 25 نوفمبر 1989 في القاهرة في مصر. لعب مع Lynx F.C. ‏.

## وصلات خارجية
- محمد بدر حسن على موقع الاتحاد الدولي (مؤرشف)  (الإنجليزية)
- محمد بدر حسن على موقع قاعدة بيانات كرة القدم.إي يو (الإنجليزية)
- محمد بدر حسن على موقع ناشيونال فوتبول تيمز (الإنجليزية)
- محمد بدر حسن على موقع Soccerway.com (الإنجليزية)
- محمد بدر حسن على موقع عالم كرة القدم.نت (الإنجليزية)
- محمد بدر حسن على موقع كووورة